# Lucía Gaido
Lucía Gaido (ur. 19 stycznia 1988 roku w Santa Fe) – argentyńska siatkarka grająca na pozycji libero. Reprezentantka kraju.

## Sukcesy klubowe
Mistrzostwo Argentyny:
- 2011
- 2008, 2009, 2010
- 2007

Klubowe Mistrzostwa Ameryki Południowej:
- 2009

Puchar Challenge:
- 2012

Puchar Rumunii:
- 2013, 2014, 2015

Mistrzostwo Rumunii:
- 2013, 2014

## Sukcesy reprezentacyjne
Mistrzostwa Ameryki Południowej:
- 2011, 2013

Puchar Panamerykański:
- 2013

## Nagrody indywidualne
- 2011: Najlepsza libero Mistrzostw Ameryki Południowej
- 2013: Najlepsza libero i broniąca Pucharu Panamerykańskiego